# Niełaz wielki
Niełaz wielki (Dasyurus maculatus) – gatunek torbacza z podrodziny niełazów (Dasyurinae) w obrębie rodziny niełazowatych (Dasyuridae) występujący w zachodniej części Australii oraz na Tasmanii. W Czerwonej księdze gatunków zagrożonych został sklasyfikowany jako „bliski zagrożenia” (NT, ang. near threatened).

## Systematyka
Gatunek po raz pierwszy zgodnie z zasadami nazewnictwa binominalnego opisał w 1792 roku szkocki zoolog Robert Kerr, nadając mu nazwę Viverra maculata. Miejsce typowe to Port Jackson, Nowa Południowa Walia, Australia. Podgatunek gracilis po raz pierwszy opisał w zgodnie z zasadami nazewnictwa binominalnego opisał w 1888 roku australijski zoolog Edward Pierson Ramsay jako odrębny gatunek, nadając mu nazwę Dasyurus gracilis. Miejsce typowe to Bellenden Ker Range, Queensland, Australia. Holotyp to skóra i czaszak młodocianego samca o sygnaturze AM M.155 z kolekcji Muzeum Australijskiego. Wstępnie rozpoznano dwa podgatunki.
W niedawno przeprowadzonych analizach filogenetycznych opartych na danych mitochondrialnych i jądrowych D. maculatus, D. geoffroii, D. hallucatus i D. viverrinus tworzą klad monofiletyczny, z Sarcophiius harrisii jako taksonem siostrzanym. Dane z mtDNA wskazują, że dwa uznane podgatunki nie są wzajemnie monofiletyczne (chociaż bardzo różnią się wielkością), ale podgatunek z Tasamnii maculatus jest wzajemnie monofiletyczny i wyraźnie różni się od osobników kontynentalnych.
Autorzy Illustrated Checklist of the Mammals of the World rozpoznają dwa podgatunki.

### Etymologia
- Dasyurus: gr. δασυς dasus ‘włochaty’; ουρα oura ‘ogon’[20].
- maculatus: łac. maculatus ‘cętkowany, plamisty’, od maculare ‘być cętkowanym’, od macula ‘cętka’[21].
- gracilis: łac. gracilis lub gracilus ‘smukły, elegancki, cienki, chudy’[22].

## Występowanie
Gatunek ten zamieszkuje wilgotną część wschodniej Australii, gdzie roczne opady deszczu osiągają 600 mm. Jest dość płochliwy. Dawniej występował na całym obszarze od południowo-wschodniego Queensland, przez wschodnią część Nowej Południowej Walii, Wiktorię, południowo-wschodnią część Australii Południowej, aż do Tasmanii. Niestety europejskie osadnictwo bardzo ograniczyło i pofragmentowało zasięg występowania tego gatunku. Dziś można go spotkać znacznie rzadziej. W Queensland praktycznie nie występuje poza parkami narodowymi. W Wiktorii populacja niełazów wielkich zmalała w ostatnich latach o 50%. W Nowej Południowej Walii spadek był mniejszy, ale i tak są dziś rzadkie na tym obszarze. Gatunek ten, choć występował, nigdy nie był bardzo liczny w Australii Południowej, jednak w 2023, po raz pierwszy od 130 lat, schwytano jednego osobnika w południowo-wschodniej części stanu. Na Tasmanii dziś można go spotkać najczęściej na północnej i zachodniej części wyspy. Do XX w. można go było spotkać również na Wyspie Flindersa oraz wyspie King.
Zasięg występowania w zależności od podgatunku:
- D. m. maculatus – południowo-wschodni Queensland (tak daleko na północ jak Bundaberg i na zachód jak Chinchilla), wschodnia Nowa Południowa Walia, wschodnia i południowa Wiktoria, południowo-wschodnia Australia Południowa i Tasmania (w tym niektóre Wyspy Cieśniny Bassa).
- D. m. gracilis – północny Queensland.

Preferowany przez niełaza wielkiego habitat to wilgotne lasy deszczowe oraz lasy eukaliptusowe. Co prawda gatunek ten prowadzi nadrzewny tryb życia, ale przemieszcza się głównie chodząc po powierzchni ziemi. Tylko 11% dystansu, który pokonuje przez całe życie odbywa się nad ziemią.

## Charakterystyka
Niełaz wielki jest największym ze wszystkich niełazów. Podgatunek nominatywny: Długość ciała samic 35–45 cm, samców 38–75,9 cm, długość ogona samic 34–42 cm. samców 37–55 cm; masa ciała samic 0,9–2,5 kg, samców 1,5–5 kg; podgatunek gracilis: długość ciała samic 31–44 cm, samców 33–51 cm, długość ogona samic 28,5–41 cm. samców 31–44 cm; masa ciała samic 0,8–1,6 kg, samców 0,85–2,5 kg. Dla porównania samce drugiego co do wielkości niełaza, jakim jest niełaz eukaliptusowy (Dasyurus geoffroii), ważą średnio 1,31 kg, zaś samice 0,89 kg.
Niełaz wielki ma cztery dość krótkie, pięciopalczaste łapy. Tylne, w przeciwieństwie do przednich, mają w pełni rozwinięte duże paluchy. Gatunek ten ma długie, różowe, prążkowane poduszki na stopach. Jest to przejaw adaptacji do nadrzewnego trybu życia. Ogon jest dłuższy od reszty ciała, nie ma on jednak funkcji chwytnej. Szyja jest gruba, głowa dość duża, a pysk lekko zaokrąglony i wydłużony.
Jego umaszczenie nie zmienia się sezonowo. Futro ma barwę czerwonawobrązową z białymi plamkami i wraz ze skórą jest pokryte pomarańczowobrązową wydzieliną. Spodnia strona ciała jest szara lub kremowobiała. Od innych niełazów gatunek ten odróżnia występowanie białych plamek również na ogonie.

## Ekologia

### Pożywienie
Niełaz wielki odżywia się: owadami, rakami, jaszczurkami, wężami, ptakami (w tym drobiem hodowlanym), małymi ssakami, dziobakami, królikami, oposami oraz młodymi kangurowatymi. Czasami jego ofiarą mogą paść także kangury, świnie, bydło, a nawet dingo. Poluje głównie nocą, choć w szare, deszczowe dni jest aktywny także w ciągu dnia. Ma dobry węch, potrafi tropić ofiarę po zapachu przez wiele kilometrów.

### Rozmnażanie
Osobniki łączą się w pary między kwietniem a lipcem (czasami nawet do sierpnia). Podczas trwającej nawet do 8 godzin kopulacji samiec ściska lub liże szyję samicy, która pozostaje w lekkim przysiadzie z opuszczoną głową i półprzymkniętymi oczami. Torba lęgowa przekształca się z obszaru z fałdami brzeżnymi w dość głęboką jamę, zawierającą 6 sutków ułożonych w 2 półksiężycowatych rzędach. Ciąża trwa 21 dni, zaś średnia wielkość miotu to 5 młodych.
Matka przestaje żywić młode po 7 tygodniach, po 13 tygodniach zachodzą już rozwinięte interakcje między młodymi. Całkowitą samodzielność nabywają po 18 tygodniach. Oboje rodzice chronią miejsce gniazdowania, ale mimo że samiec czasami przynosi jedzenie samicy, kiedy ta opiekuje się młodymi, sam ma niewieli kontakt ze swoim potomstwem. Obie płcie nabywają dojrzałości płciowej w wieku około roku.

## Status zagrożenia
W Czerwonej księdze gatunków zagrożonych Międzynarodowej Unii Ochrony Przyrody i Jej Zasobów został zaliczony do kategorii NT (ang. near threatened „bliski zagrożenia”).